# The 5.6.7.8's
The 5.6.7.8's는 일본의 여성 록 밴드이다.